# ブラショヴ反乱
ブラショヴ反乱 (ルーマニア語: Revolta de la Brașov) は、1987年のルーマニア地方選挙において発生した暴動である。共産党政権のニコラエ・チャウシェスクが行った経済政策に反対して起こった。

## 背景
共産党の指導者、ニコラエ・チャウシェスクが行った経済政策に対して、1986年の後半からルーマニア全土で労働者による抗議運動が相次ぎ、1989年のルーマニア革命の前兆となった。チャウシェスクの厳しい経済政策は、食料やエネルギーの消費を制限し、労働者の賃金を削減するというものであった。産業の中心地であったクルジュ＝ナポカやヤシのニコリナ地区では、それぞれ1986年11月と1987年2月に労働者の暴動が発生したほか、ルーマニア屈指の大都市であったブラショヴでも大規模なストライキが実施された。
ルーマニアは、1989年に革命が起こるまで、ワルシャワ条約機構締結国のなかでは最後まで体制を維持していたが、1980年代の後半になるとチャウシェスクの暴政により、社会的、経済的な不安定さが目立つようになっていた。ブラショヴの反乱はこの不安定さを象徴するもので、チャウシェスク政権に対する最初の大規模な暴動となった。
トランシルヴァニア南東部に位置するブラショヴは、ルーマニアで最も工業が発達した都市であり、労働者の61％以上が工場に勤務していた。共産党政府は、モルダヴィアなど地方部の労働者に対して、ブラショヴに移住し工場で従事することを奨励したため、1960年代には町の工業が劇的に発展した。そのため、1980年代中頃に東欧諸国で産業が衰退すると、ブラショヴは特に大きな打撃を被ることになる。
1982年にはじまったチャウシェスクの債務削減計画は、ブラショヴの消費者市場を崩壊させることになった。これまで食料生産や流通に使われていた予算は、西側諸国への債務返済にあてられたため、国は主な食料品や消費財を配給制とし、日用品を得るための長い列ができた。このような経済不況、食糧不足の状況のなか、1987年11月15日にブラショヴ反乱が勃発する。

## 反乱

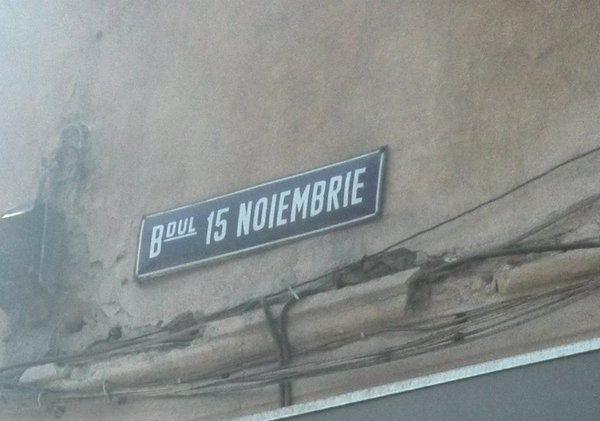
ブラショヴには反乱に由来する11月15日通りがある

地方選挙が行われることになっていた11月15日の朝早く、ブラショヴでトラック製造を担う、スタグル・ロス（現在のロマン）の工場で勤務していた労働者が、賃金の削減や、市内で15,000人の解雇が提示されていたことに対して抗議した。およそ2万人の労働者が仕事を中断し、市内中心部にある共産党本部に向けて行進をはじめた。デモ参加者は当初、大声で賃金に関する主張を述べ、「チャウシェスクを倒せ！」、「共産主義を倒せ！」などというスローガンを叫んだほか、1848年革命で歌われた「独裁を倒せ」や「我々はパンを欲する」の歌を合唱した。
やがて、トラクターを製造するヒドロメカニカの工場、市民ら2万人を超える人々がこのデモに加わった。合流した暴徒は共産党本部や市役所に乗り込み、チャウシェスクの肖像画や、品揃え豊富な食料品を投げ捨てた。深刻な食糧不足のなか、庁舎内では地方選挙の勝利を祝うため、祝賀会の準備や大量の食料品が用意され、これが群衆をさらに怒らせることになった。広場では大きな火が焚かれ、パーティーの記録やプロパガンダが燃やされた。
セクリターテや国軍は、夕方までに市の中心部を包囲し、強制的に暴動を解散させた。死者は出なかったものの、約300人の参加者が逮捕された。政権は反乱を「単発的に起こった暴力的な事件」として軽視したため、逮捕者の処罰は共産党としては中程度にとどまり、懲役2年を超えることはなかった。1990年以降、100人を超える人々が有罪判決を受けたことが判明しており、全国に強制移住させられる人もいた。
ブラショヴ反乱が直接革命につながることはなかったが、チャウシェスク政権や労働組合の信頼には深刻な打撃を与えた。歴史家のデニス・ドレタントは、「チャウシェスクは労働争議の増加という警告サインに耳を傾けず、同じような経済政策を推し進め、その政策が及ぼす結果については無関心であった」と述べている。ブラショヴの反乱は、チャウシェスク政権に対する労働者の不満をあらわすものとなった。また、ルーマニア人が政権や共産主義を崩壊させることになるルーマニア革命が、この反乱からわずか2年後に起こることを予感させるものでもあった。1989年12月に発生した革命では、ブラショヴでも再び暴動が起こっている。